# Безменово (станция)
Безменово — железнодорожная станция Алтайского региона Западно-Сибирской железной дороги. Код в Единой сетевой разметке (ЕСР) 84100. Принадлежит к грузовым. Здесь осуществляются следующие операции: выдача и приём грузов мелкими и повагонными отправками, загружаемых целыми вагонами, только в местах необщего пользования и на подъездных путях, а также некоторые коммерческие услуги: продажа пассажирских билетов и ряд других.
Расположена недалеко от автомагистрали Новосибирск-Барнаул в Черепановском районе Новосибирской области, в одноимённом населённом пункте. Здесь действуют 3 пути. Недалеко от станции находится военный городок.
Вокзал станции Безменово однотипен для подобных объектов в Бердске и Евсино. Он недавно[когда?]

 выкрашен, поставлены железные двери, кровля на крыше заменена современной. Со стороны посёлка павильона почти не видно, так как высажена большая группа пихт.
Безмены (большие весы). Безменово (весовая ???).
25 ноября 1980 года возле станции произошло столкновение тяжёлого товарного состава перевозившего лес с пассажирским поездом №602 следовавшим по маршруту Бийск - Томск, повлекшее многочисленные человеческие жертвы.